# 馬田·甘貝洛夫
馬田·甘貝洛夫（1980年10月13日—），保加利亞足球運動員，司職前鋒，現效力比羅，前保加利亞國腳。

## 生涯

### 普羅夫迪夫球隊
出生自斯維林格勒，甘貝諾夫在貝迪夫展開職業足球生涯，之後改投同城宿敵普羅夫迪夫火車頭，在2004年助球隊贏得保加利亞聯賽冠軍，2005年則贏得聯賽季軍，他在這兩賽季分別以26及27球奪得聯賽神射手榮譽。

### 阿爾阿赫利
在2005年12月，甘貝諾夫以2萬歐元轉投阿聯酋球會阿爾阿赫利，並與球會簽約5年，2007年他重返普羅夫迪夫火車頭。

### 泰利普利斯
2007年7月，他轉投希臘球會泰利普利斯，他在此逗留了一年時間，但因其表現未能打動球隊教練團，在季尾已被球隊放棄。

### 索菲亞火車頭
甘貝諾夫在2009年1月9日正式加盟索菲亞火車頭，簽約三年。他在球隊穿起19號球衣，他在球季初已取得一個好開始，在6場比賽中射入10球，其中在4月11日作客對索菲亞利夫斯基大演帽子戲法，助球隊勝3:0，甘貝諾夫在半季比賽中射入17球成為2008-2009年賽季神射手，在2009年冬季，他贏得聯賽最佳射手，同時間入選保加利亞國家隊，甘貝諾夫在2009-2010年球季在29場比賽中射入16球。

## 獎項
- 保加利亞聯賽 2004
- 保加利亞超級盃 2004

## 連結
- Kamburov Profile at transfermarkt.co.uk
- National Football Teams （页面存档备份，存于）

1. ↑  . footballbulgaria.gol.bg.   [December 7, 2005]. （原始内容存档于2007-09-28）. （页面存档备份，存于）
2. ↑  . uefa.com.   [June 8, 2009]. （原始内容存档于2012-09-15）. （页面存档备份，存于）